# Promenade de l'ancien chemin de fer
Pour les articles homonymes, voir Tervueren (homonymie).

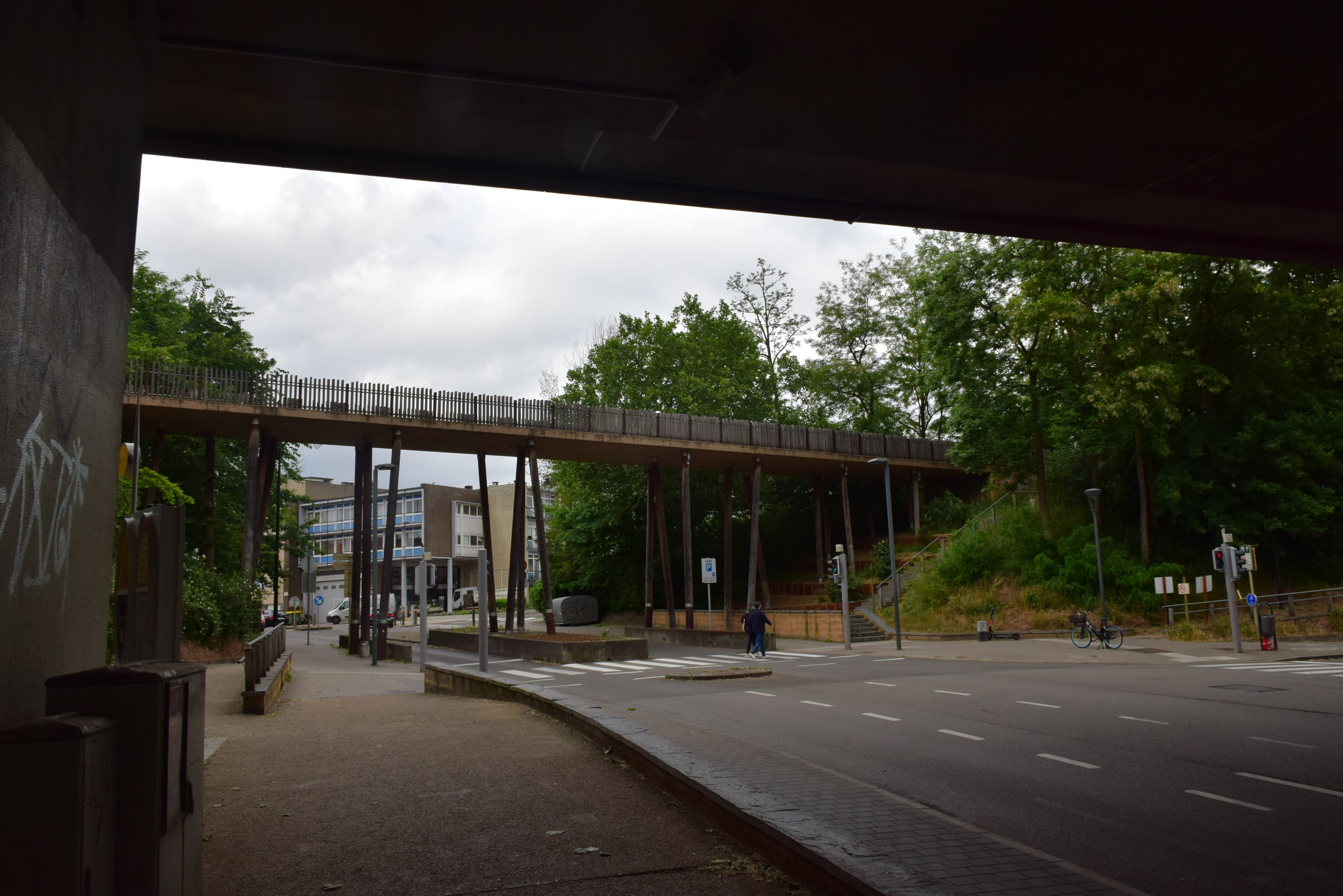
Pont de la Promenade de l’ancien chemin de fer au-dessus du boulevard des Invalides.

La Promenade de l'ancien chemin de fer ou Promenade du Chemin de Fer, sur le site de l'ancienne ligne de chemin de fer Bruxelles-Tervueren, est une promenade pour piétons et cyclistes longue d'environ 6 km.
Elle traverse Auderghem partant de Beaulieu, passant par un pont construit en 2008 au-dessus du boulevard des Invalides (Bruxelles), la chaussée de Wavre et l'avenue du Parc de Woluwe longeant le parc de Woluwe. Elle passe au-dessus de l'avenue de Tervueren à hauteur du Musée du tram bruxellois. Ensuite elle traverse Woluwe-Saint-Pierre, et partiellement Woluwe-Saint-Lambert, jusqu'à Stockel en longeant le parc des Sources. Elle se termine à l'ancienne halte du Kapelleveld.
Une partie de cette promenade s'insère dans promenade verte de la Région bruxelloise.

## La ligne de chemin de fer Bruxelles-Tervueren
En 1877, on[Qui ?] décida de la construction d'une ligne de chemin de fer reliant la gare du Quartier Léopold à Tervuren. La Banque de Belgique financera sa construction.
En juin 1881, le premier tronçon est inauguré entre le Quartier Léopold et Auderghem.
Le second tronçon sera achevé en septembre 1882. Il se terminera à Tervuren le long de l’avenue Albert.
Sur cette ligne, le train s’arrête cinq fois par jour dans chaque sens aux arrêts de : Etterbeek, Auderghem, Woluwe-Avenue, Woluwe-Village, Kappelleveld, Stockel, Oppem et Tervueren. De petites industries s’installent près des gares et les alentours s'urbanisent. 
En 1897, le roi Léopold II fait dévier le terminus pour que les visiteurs de l’Exposition coloniale puissent débarquer à la gare de Tervueren juste en face du parc de Tervueren et du musée où se visite le fameux Village des Congolais.
En 1929, la SNCB, qui exploite la ligne Bruxelles-Tervuren, la cède à la Société générale des chemins de fer économiques. La ligne n'étant pas rentable, celle-ci la revend à la Compagnie générale d’entreprises électriques et industrielles (Electrobel) qui veut y tester la traction électrique. 
Elle crée la Société du chemin de fer électrique de Bruxelles-Tervueren. Elle modernise et électrifie la ligne en 1931 (une première belge). Elle inaugure de nouveaux arrêts à Watermael, Auderghem (chaussée de Wavre) et Wezembeek. Cette ligne servira de modèle pour tous les travaux d’électrification du réseau ferroviaire belge. À la fin de la guerre, on y recense près de 3 millions de voyageurs par an.
Au début des années 1950, la ligne périclite. La compagnie Electrobel souhaite se désengager et le 31 décembre 1958 un dernier train de voyageurs circule sur la ligne. 
La SNCB reprendra son exploitation, mais uniquement pour le transport de marchandises jusqu'en 1970 où l'exploitation s’arrête totalement. 
Désaffecté, le site est aménagé en sentier pédestre. Les ponts sont démontés. 
À Auderghem, l’autoroute Bruxelles-Namur et le métro suivent une partie du tracé de la voie ferrée, tandis qu’entre Stockel et Wezembeek, 3 km sont réutilisés par le tram 39 depuis 1988.

## Descriptif

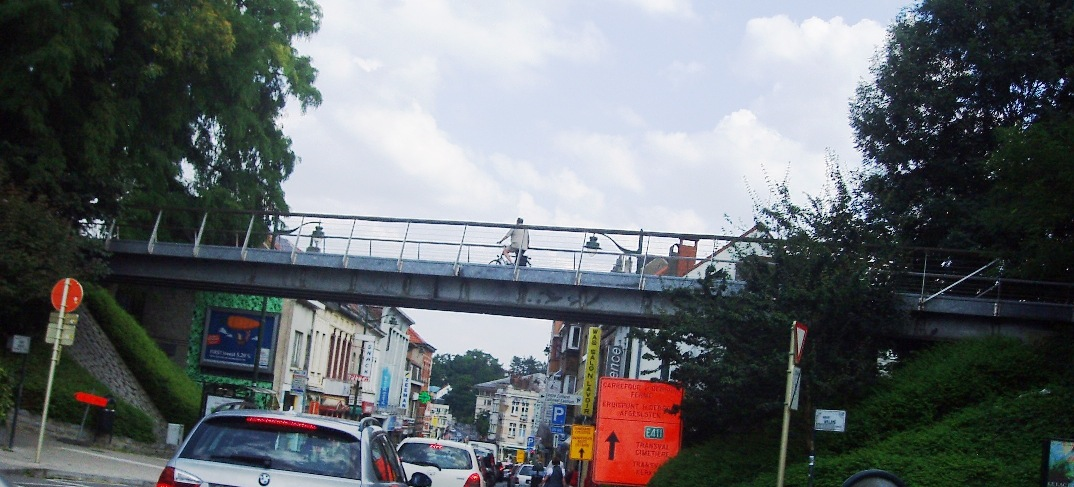
Pont de la promenade verte au-dessus de la chaussée de Wavre.

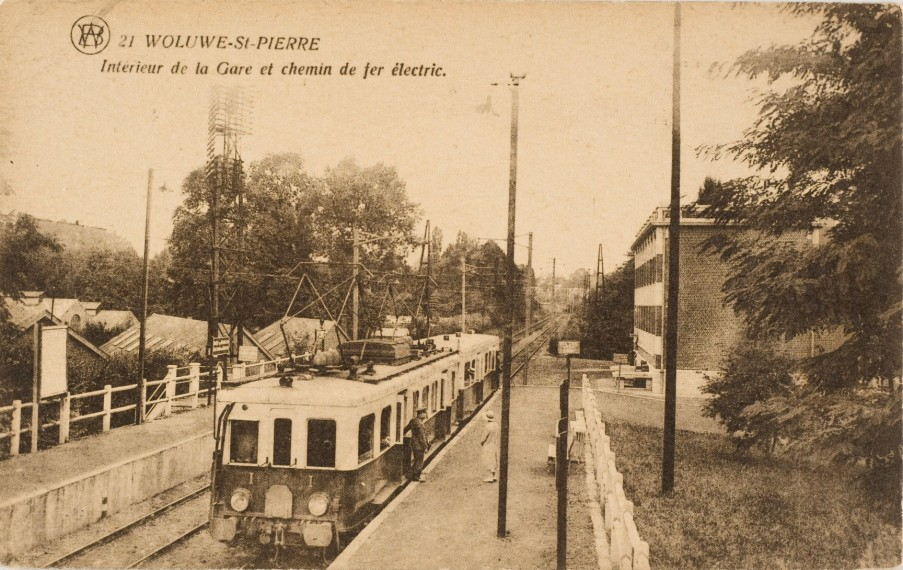
Chemin de fer électrique de Bruxelles-Tervueren.

La promenade de l’ancien chemin de fer forme un joli corridor vert qui longe la vallée de la Woluwe, partie de la Promenade Verte, maillage vert et bleu conçu fin des années 1980 autour de la région de Bruxelles-Capitale. De nombreux parcs la longent : parc de la Héronnière, parc de Woluwe, parc des Étangs Mellaerts, parc Parmentier, parc des Sources et parc Malou. 
Elle offre une promenade ininterrompue de 10 km aux piétons et cyclistes entre Auderghem et Woluwe-Saint-Lambert. Des passerelles ont été construites là où des ponts de chemin de fer existaient jadis : au-dessus de la chaussée de Wavre, de l’avenue du Parc de Woluwe, de la rue Bovenberg, de la chaussée de Stockel, et le fleuron : au-dessus de l’avenue de Tervueren, tandis que le pont Jasmin a été restauré. 
La promenade épouse entièrement le profil de l’ancien tracé du chemin de fer, passant en talus, à hauteur de maison ou en contrebas. Des bancs égaient le trajet ainsi que deux petites plaines de jeux, une près de la chaussée de Wavre et une près de la station de Woluwe.
La promenade joue un rôle important pour la préservation de la biodiversité. Ses talus et ses accotements constituent un véritable corridor migratoire pour plantes et animaux. On y trouve surtout des robiniers faux-acacia, dont les racines permettaient jadis de stabiliser les talus, mais également des bouleaux verruqueux, des peupliers grisards, des frênes et des saules marsault.
Les arbustes sont une végétation typique des talus: noisetiers, aubépines, sureaux. Ils attirent les insectes et les oiseaux, tels les mésanges, les pics épeiches, les grimpereaux des jardins ou des geais des chênes.